# Rakhi Sawant

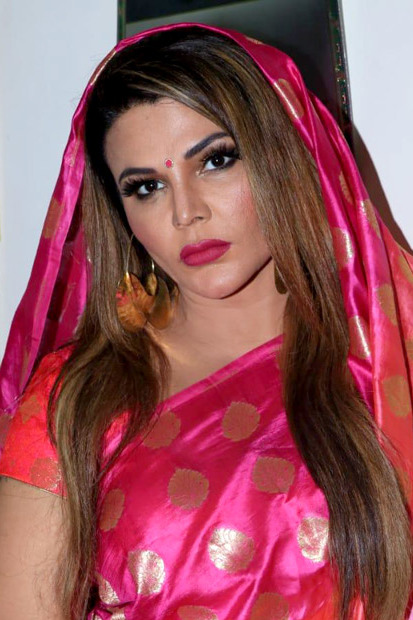
Rakhi Sawant

Rakhi Sawant (* 25. November 1978 in Bombay als Neeru Sawant) ist eine indische Schauspielerin, Tänzerin und Politikerin.
Sawant gründete ihre eigene politische Partei, die Rashtriya Aam Party, um die Lok-Sabha-Wahl 2014 zu bestreiten. Nach der Wahl trat sie der Republikanischen Partei Indiens bei. Rakhi Sawant war oft in den Nachrichten wegen ihrer Handlungen und Aussagen, die im indischen Kontext als umstritten gelten.

## Leben
Rakhi Sawant wurde als Neeru Bheda zu Jaya Bheda geboren. Jaya heiratete Anand Sawant, einen Polizeibeamten der Worli-Polizeiwache, und gab den Kindern aus erster Ehe den Namen ihres zweiten Ehemannes. Sie ist die Schwester des Regisseurs Rakesh Sawant und der ehemaligen Schauspielerin Usha Sawant.
Sie gab ihr Filmdebüt in Agnichakr unter dem Namen Ruhi Sawant. Sie ging weiter zu anderen kleinen Rollen und Tanznummern in den Low-Budget-Bollywood-Filmen Joru Ka Ghulam, Jis Desh Mein Ganga Rehta Hain und Yeh Raaste Hain Pyaar Ke.
Rakhi Sawant tritt bei Nach Baliye 3 in Madhuri Dixits berühmter Aufmachung auf.
Im Jahr 2003 spielte sie für eine Nummer im Bollywood-Film vor, Chura Liyaa Hai Tumne. Sie spielte ungefähr vier Mal vor, bevor sie für ihre bahnbrechende Artikelnummer „Mohabbat Hai Mirchi“ ausgewählt wurde, die von Himesh Reshammiya komponiert wurde. Sawant spielte in kleinen Rollen in Filmen wie Masti und Main Hoon Na
Im Jahr 2005 erschien sie in dem Musikvideo „Pardesiya“ des Musikalbums D.J. Heißer Remix – Vol. 3.
Im Juni 2006 versuchte Mika Singh, sie auf seiner Geburtstagsparty zu küssen, was zu einer Medienkontroverse führte. Ein paar Monate später trat sie in der ersten Staffel der Reality-Show Bigg Boss auf und gehörte zu den Top-Vier-Finalisten.
Im Jahr 2007 gab Rakhi ihr Gesang-Debüt in dem Album Super Girl von Venus Records & Tapes Pvt. Im Jahr 2009 startete Sawant die Reality-Show Rakhi Ka Swayamwar, in der sie vorhatte, ihren zukünftigen Ehemann nach dem alten Ritual von Swayamvar auszuwählen. Am 2. August 2009 wählte sie ihren Lebenspartner, einen Teilnehmer aus Toronto, Kanada, Elesh Parujanwala. Doch einige Monate später verkündete Sawant, dass sich das Paar aufgrund unüberbrückbarer Differenzen getrennt habe.
2012 machte sie eine Komödie mit Shahrukh Khan und Ranbir Kapoor bei den 57. Filmfare Awards und trat 2015 mit Ranveer Singh und Arjun Kapoor in Malaysia auf.
Am 4. April 2017 wurde sie von der Polizei in Punjab wegen ihrer Bemerkungen zu Rishi Valmiki verhaftet.

## Filmografie (Auswahl)
- Agnichakra (1997)
- Manmohini (1998)
- Madam Don (1999)
- Dil Ka Sauda (1999)
- Kurukshetra (2000)
- 6 Teens (2001)
- Badmaash No.1 (2001)
- Bad Boys (2003)
- Masti (2004)
- Gambeeram (2004)
- Hothon Pe Aisi Baat (Kurzfilm)(2005)
- Relax (2005)
- Mumbai Express (2005)
- Hot Money (2006)
- Journey Bombay to Goa: Laughter Unlimited (2007)
- Gumnaam: The Mystery (2008)
- Mudrank: The Stamp (2009)
- Marega Salaa (2009)
- Horn 'OK' Pleassss (2009)
- Bhoot (2010)
- Loot (2011)
- Valentine's Night (2012)
- Pooja Kiven Aa (2013)
- Mumbai Can Dance Saalaa (2015)
- Ami Tomar Hote Chai (2016)
- Ek Kahani Julie Ki (2016)
- Bhaag Bakool Bhaag (TV-Serie)(2017)
- Upeksha (2018)

## TV
- 2006	Bigg Boss 1	Sony TV	Contestant
- 2007	Comedy Ka Badsshah – Hasega India	Sony TV	Judge alongside Raju Srivastav
- 2007	Nach Baliye 3	Star Plus	Participant with Abhishek Avasthi (Runner-up)
- 2008	Yeh Hai Jalwa	9X	Contestant (Winner with her team 'Chiller party')
- 2008	The Rakhi Sawant Showz	Zoom TV	Host
- 2008	Chota Packet Bada Dhamaka	Zee TV	Judge
- 2008	Jalwa Four 2 Ka 1	9X	Contestant
- 2009	Arre Deewano Mujhe Pehchano	Star Plus	Contestant
- 2009	Rakhi Ka Swayamwar	Imagine TV	Leading Lady
- 2009	Pati, Patni Aur Woh	Imagine TV	Participant with Elesh Parujanwala
- 2010	Zara Nachke Dikha (Season 2)	Star Plus	Contestant (Winner with her team 'Masakali Girls')
- 2010	Rakhi ka Insaaf	Imagine TV	Host
- 2011	Maa Exchange	Sony TV	Participant along with Jaya Sawant
- 2011	Jubilee Comedy Circus	Sony TV	Winner
- 2011	Bigg Toss	India TV	Contestant
- 2011	Ghazab Desh Ki Ajab Kahaaniyan	Imagine TV	Host
- 2013	Welcome – Baazi Mehmaan-Nawaazi ki	Life OK	Weekly contestant
- 2013	Comedy Circus Ke Mahabali	Sony TV	Contestant[22]
- 2014	Box Cricket League – Season 1	Sony TV	Contestant[23]
- 2018	Box Cricket League – Season 3	MTV	Contestant[24][25]
- 2018	Juzzbaatt – Namkeen Se Sangeen Tak	Zee TV	Guest (along with Arshi Khan)